# 1996 PW
1996 PW — це мале тіло Сонячної системи, орбіта якого схожа радше на орбіту довгоперіодичних комет, але яке водночас не виявляє ознак кометної активності з часу відкриття. Орбіта майже параболічна: в афелії воно у 226 разів віддаленіше від Сонця, ніж у перигелії. Середня відстань від Сонця — 270 а. о., період обертання навколо Сонця — близько 4500 років. Абсолютна зоряна величина — 14,0.
Моделювання свідчить, що об'єкт 1996 PW, найімовірніше, прийшов із хмари Оорта, тобто він може бути як виродженою кометою, так і скелястим тілом, яке колись потрапило у хмару Оорта. Ані коми, ані хвоста в нього не виявлено. Його відкриття стало підтвердженням теоретичних припущень, що 1—2 % об'єктів хмари Оорта є скелястими.
Об'єкт 1996 PW був відкритий 9 серпня 1996 року автоматичною пошуковою камерою в рамках проєкту Near-Earth Asteroid Tracking у Галеакалі (Гаваї). Він став першим об'єктом, який має орбіту, типову для довгоперіодичних комет, але, утім, не є активною кометою.
Об'єкт 1996 PW має період обертання 35,44 ± 0,02 години. Його спектр помірно червоний і невиразний, типовий для астероїдів тип D і ядер вироджених комет.